# Nankai

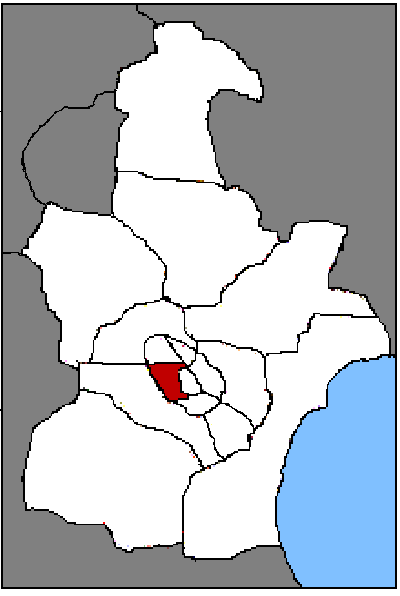
Lage von Nankai in Tianjin

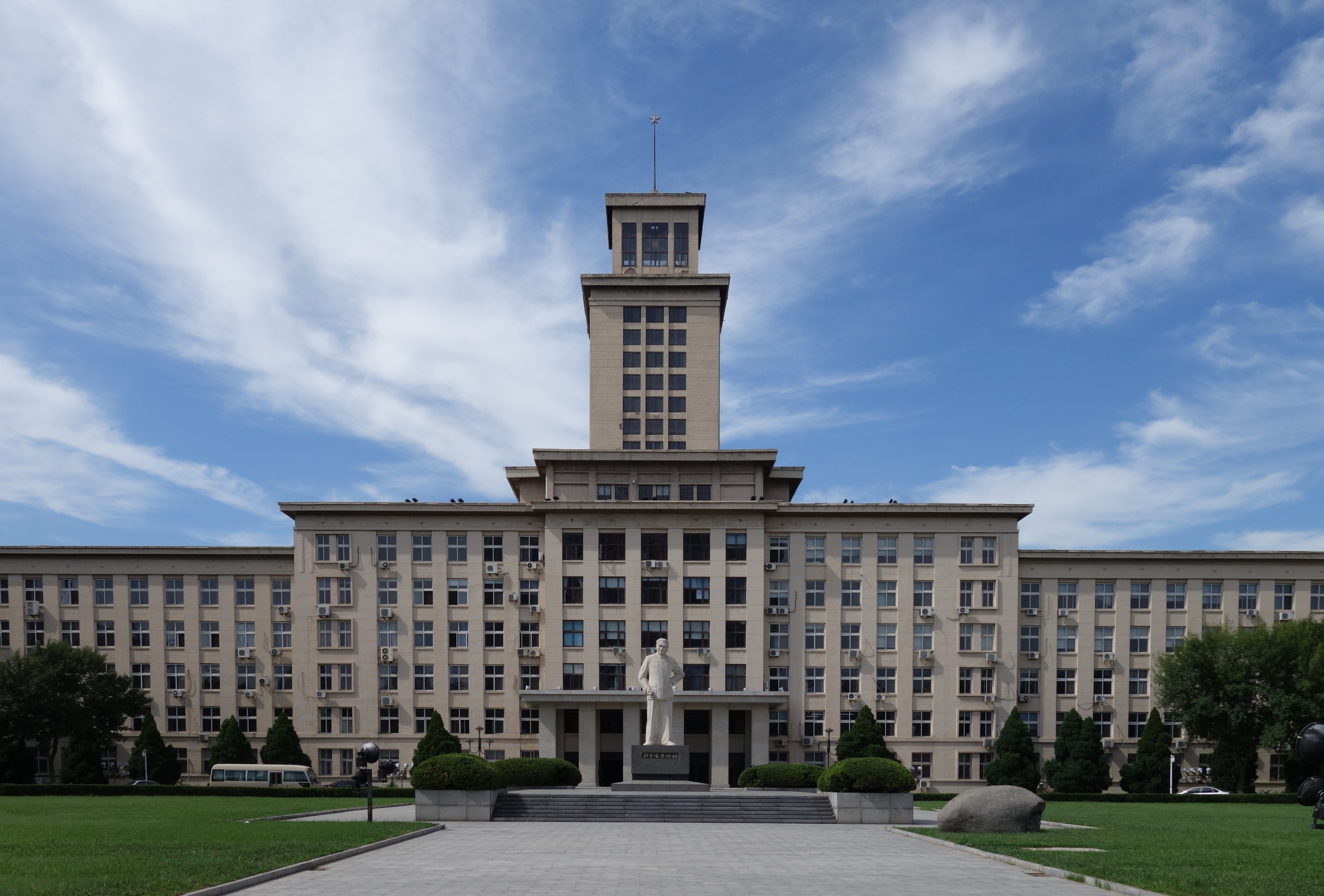
Hauptgebäude der Nankai-Universität

Der Stadtbezirk Nankai (chinesisch 南开区, Pinyin Nánkāi Qū) ist ein Stadtbezirk im Zentrum der regierungsunmittelbaren Stadt Tianjin in der Volksrepublik China. Die Fläche beträgt 41,13 Quadratkilometer und die Einwohnerzahl 890.422 (Stand: Zensus 2020).
Im Stadtbezirk Nankai liegt die Nankai-Universität sowie die Guangdong-Handelskammer in Tianjin, welche auf der Denkmalliste der Volksrepublik China stehen.